# Březí u Mikulova

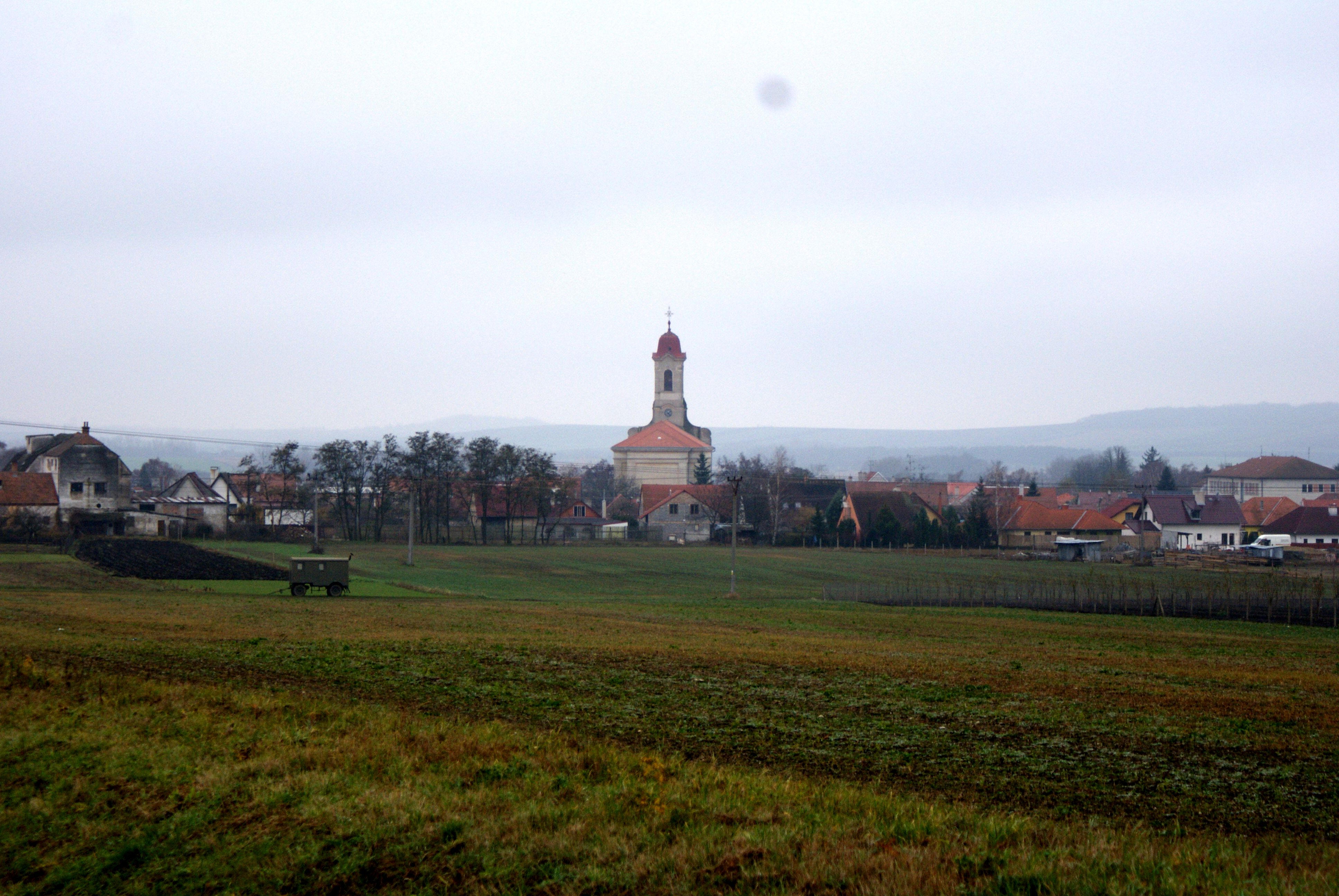
Ortsansicht

Březí (deutsch: Bratelsbrunn) ist eine Gemeinde im Okres Břeclav in Tschechien. Sie liegt 6 km nordwestlich von Mikulov (Nikolsburg) in der Region Südmähren. Einen Kilometer südlich des Dorfes verläuft die Landesgrenze zu Österreich. Der Ort ist als Breitstraßendorf angelegt.

## Geographie
Die Nachbarorte sind im Osten Mikulov (Nikolsburg), im Nordosten Bavory (Pardorf), im Norden Dolní Dunajovice (Untertannowitz) und im Westen Dobré Pole (Guttenfeld).

## Geschichte
Bratelsbrunn wurde im Jahre 1249 erstmals erwähnt und war im Besitz Heinrichs I. von Liechtenstein. Ab 1348 war der Ort im Besitz des Klosters Rosa Coeli. Das Kloster wurde jedoch im Jahre 1526 aufgelöst und so wechselte Bratelsbrunn in den Besitz des böhmisch-ungarischen Königs und späteren Kaisers Ferdinand I. Im Laufe der Jahrhunderte änderte sich die Schreibweise des Ortes mehrmals. So schrieb man 1309 „Bretensprvn“, 1332 „Pritresprvnn“, 1352 „Pretsprvn“, 1398 „Wratisprvn“, 1492 „Praitensprvn“, 1576 „Preittesprvnn“ und schließlich ab 1751 „Bratelsbrun“.
Nach der Verödung der Ortschaft am Anfang des 16. Jahrhunderts wurde Bratelsbrunn unter Franz von Thurn-Valsassina in den Jahren 1576–1585 neu besiedelt. Die Ui-Mundart (bairisch-österreichisch) mit speziellen Bairischen Kennwörtern, welche bis zum Schicksalsjahr 1945 gesprochen wurde, weist darauf hin, dass diese neuen Siedler aus dem österreichischen bzw. süddeutschen Raum stammten. Im Jahre 1618 wurde der Ort durch die Familie Teufenbach gekauft. Im Dreißigjährigen Krieg wurde der Ort von Kaiserlichen und den Siebenbürgern unter Gábor Bethlen schwer verwüstet. Auch in den Napoleonischen Kriegen wurde Bratelsbrunn 1809 durch die Franzosen geplündert. In den Jahren 1831 und 1850 forderte die Cholera insgesamt 128 Opfer in Bratelsbrunn. 1858 zerstörte ein Großbrand 34 Häuser.
Der Erste Schulunterricht fand im Jahre 1696, und die erste Kirchweihe im Jahre 1696 statt. Seit 1740 gibt es eine eigene Pfarrei. 1880 erhielt Bratelsbrunn eine Haltestelle an der neuen Bahnlinie von Lundenburg nach Znaim. Hauptsächliche Erwerbszweige waren der Weinbau und die Landwirtschaft. Im Badehaus wurde die vorhandene schwefelhaltige Heilquelle genutzt. Im Jahre 1880 erhielt der Ort eine Haltestelle an der Zugverbindung Lundenburg-Znaim. Im gleichen Jahr wurde eine Freiwillige Feuerwehr in Bergen gegründet. Der größte Teil der Einwohner lebte von der Landwirtschaft, wobei der sonst in Südmähren wichtige Weinbau nur eine untergeordnete Rolle gespielt hat. Neben dem üblichen Kleingewerbe gab es noch eine Mühle, eine Molkerei und ein Sägewerk. Zusätzlich wurden von vielen Frauen Handschuhe, Haarnetze und Perlmutterknöpfe in Heimarbeit gefertigt.
Nach dem Ersten Weltkrieg zerfiel der Vielvölkerstaat Österreich-Ungarn. Ein Kriegerdenkmal erinnert an die Opfer dieses Krieges. Březí/Bratelsbrunn wurde zum Bestandteil der neu gegründeten Tschechoslowakei. Am 12. Dezember 1918 rückten tschechische Truppen in den Ort ein. Während der Zwischenkriegszeit kam es durch neue Siedler und neu ernannte Beamte zu einem vermehrten Zuzug von Personen tschechischer Nationalität. Dies verstärkte sich durch die Bodenreform ab 1924, in welcher meist tschechischen Siedlern der vorhandene Gründe zugesprochen wurden. Aufgrund fehlender Rohstoffe starb in diesen Jahren der bis dahin wichtige Wirtschaftszweig der Perlmuttdrechslerei im Ort ab. Die Elektrifizierung von Březí fand im Jahre 1926 statt. Nach dem Münchner Abkommen fiel der Ort 1938 an das Deutsche Reich und gehörte bis 1945 dem Reichsgau Niederdonau an. Aufgrund der nun freien Absatzmärkte in Wien kam zu einem wirtschaftlichen Aufschwung. Durch einen Fliegerangriff starben am 11. Oktober 1944 zwei Personen auf dem Bahnhofsgelände.
Nach dem Ende des Zweiten Weltkrieges, der 92 Opfer unter den Ortsbewohnern forderte, kam die Gemeinde wieder zur Tschechoslowakei zurück. Viele deutsche Bewohner flohen vor den einsetzenden Schikanen durch Milizen über die nahe Grenze nach Österreich. Andere wurden über die Grenze getrieben. Dabei kam es zu elf Ziviltoten. Zwischen März und Juli 1946 erfolgte die Zwangsaussiedlung von 602 Bratelsbrunnern nach Westdeutschland. Im Ort verblieben sieben Personen.
Die in Österreich befindlichen Bratelsbrunner wurden, bis auf 166 Personen, entsprechend den im Potsdamer Abkommen genannten Zielen nach Deutschland abgeschoben. 1 Person wurde in der Schweiz und 1 in der damaligen DDR ansässig. Eine Gedenkstätte im Ortszentrum von Wildendürnbach in Niederösterreich erinnert an die Vertreibung der Bratelsbrunner.
Der Ort führte seit dem Jahre 1740 Matriken. Onlinesuche über das Landesarchiv Brünn. Grundbücher werden seit 1797 geführt.

## Wappen und Siegel
Seit 1650 führt der Ort sowohl ein Siegel als auch ein Wappen. In beiden war ein rundgemauerter Brunnen mit einem aufragenden Gestänge, dazwischen ein Eimer und je einen Stern auf jeder Seite.

## Bevölkerungsentwicklung
| Volkszählung | Häuser | Einwohner | Volkszugehörigkeit der Einwohner | Volkszugehörigkeit der Einwohner | Volkszugehörigkeit der Einwohner |
| Jahr         | Häuser | Insgesamt | Deutsche                         | Tschechen                        | Andere                           |
| ------------ | ------ | --------- | -------------------------------- | -------------------------------- | -------------------------------- |
| 1793         | 191    | 1.086     |                                  |                                  |                                  |
| 1836         | 265    | 1.569     |                                  |                                  |                                  |
| 1869         | 281    | 1.605     |                                  |                                  |                                  |
| 1880         | 283    | 1.702     | 1.695                            | 0                                | 7                                |
| 1890         | 307    | 1.769     | 1.758                            | 9                                | 2                                |
| 1900         | 337    | 1.888     | 1.859                            | 20                               | 9                                |
| 1910         | 349    | 1.931     | 1.922                            | 1                                | 8                                |
| 1921         | 356    | 1.726     | 1.636                            | 24                               | 66                               |
| 1930         | 408    | 1.757     | 1.563                            | 150                              | 44                               |
| 1939         |        | 1.663     |                                  |                                  |                                  |

## Sehenswürdigkeiten
- Pfarrkirche des St. Johannes (1858 in neuromanischem Stil neu aufgebaut)
- Dreifaltigkeitssäule Hl. Florian
- Kaiser Josef II. Denkmal (1910)
- Rathaus (1845)
- Postamt (1882)

## Persönlichkeiten
- Friedrich Wymetal (* 18. Juli 1877 in Brünn; † 9. August 1935 in Bratelsbrunn) Vogel- und Schmetterlingsforscher
- Hans Greger (* 29. Jänner 1881 in Bratelsbrunn; † 11. September 1964 in Wien), Hotelier und Politiker, Abgeordneter zum Burgenländischen Landtag